# Corrent de Fuga de Tasmània
El Corrent de Fuga de Tasmània (en anglès, Tasman Outflow) és el més recentment descobert dels corrents d'oceanics importants d'abast global. L'existència de l'outflow va ser publicat per un equip de científics de la divisió australiana de Recerca Marina i Atmosfèrica del CSIRO en agost de 2007, interpretant dades de salinitat i de temperatura capturades de 1950 a 2002. El corrent profund passa a una profunditat mitjana de 800–1.000 metres de l'Oceà Pacífic per les rodalies del sud de Tasmània a l'Oceà Antàrtic que encercla l'Antàrtida.
Es presenta l'existència d'una nova ruta que dibuixa aigües relativament fredes des de l'Oceà Pacífic fins a l'Atlàntic Nord a través de la "fuita" de Tasmània. La "fuita de Tasmània" constitueix un component important de la branca superior del corrent transportador global (Corrent Termohalí) i representa una extensió dels punts de vista predominants que fins ara van fer èmfasi en les rutes a través del passatge Drake i Corrent de Percolació d'Indonèsia.
L'aigua de les capes superficials flueix des del Pacífic fins a l'Oceà Índic com a part de la part superior de la circulació termohalina global. Hi ha dues rutes per a aquest intercanvi entre el Pacífic i l'Índic: ja sigui al nord d'Austràlia a través de l'arxipèlag indonesi o al sud d'Austràlia. La primera d'aquestes rutes, l'anomenat CPI, ha estat objecte d'esforços de monitorització recents i en curs. La segona ruta, la Fuga de Tasmània, és molt menys entesa, tot i que hi ha hagut alguns avenços recents en la comprensió de la seva dinàmica
Hi ha evidències que el Corrent de Fuga exhibeix variabilitat significativa interanual i tendències a llarg termini.